# 2. slovenská fotbalová liga 2004/2005
V soubojích 12. ročníku 2. slovenské fotbalové ligy 2004/05 se utkalo 16 týmů dvoukolovým systémem podzim–jaro.
Nováčky soutěže se staly ŠK Slovan Bratislava (sestup z Corgoň ligy) a tři vítězové regionálních skupin 3. ligy – OFK Veľký Lapáš, TJ ŠK Kremnička a FK Slavoj Trebišov. Vítěz bratislavské skupiny 3. ligy o postup neprojevil zájem, nahradil ho tak vítěz baráže FC ViOn Zlaté Moravce. MFK Vranov nad Topľou se do soutěže nepřihlásil, jeho místo zaujal tým MFK Zemplín Michalovce.
Vítězem a zároveň i jediným postupujícím se stal tým FC Nitra. Do 3. ligy sestoupily poslední čtyři mužstva tabulky – FK Rapid Bratislava, FK Slavoj Trebišov, HFK Prievidza a TJ ŠK Kremnička.

## Konečná tabulka
| Poř. | Tým                         | Z  | V  | R  | P  | VG | OG | B  |
| ---- | --------------------------- | -- | -- | -- | -- | -- | -- | -- |
| 1.   | FC Nitra                    | 30 | 21 | 6  | 3  | 59 | 16 | 69 |
| 2.   | FC Steel Trans Ličartovce   | 30 | 18 | 6  | 6  | 66 | 26 | 60 |
| 3.   | ŠK Slovan Bratislava        | 30 | 14 | 8  | 8  | 37 | 24 | 50 |
| 4.   | MFK Zemplín Michalovce      | 30 | 14 | 5  | 11 | 44 | 35 | 47 |
| 5.   | 1. FC Tatran Prešov         | 30 | 12 | 8  | 10 | 38 | 33 | 44 |
| 6.   | FK Slovan Duslo Šaľa        | 30 | 12 | 7  | 11 | 34 | 32 | 43 |
| 7.   | OFK Veľký Lapáš             | 30 | 10 | 12 | 8  | 41 | 34 | 42 |
| 8.   | FK DAC 1904 Dunajská Streda | 30 | 12 | 6  | 12 | 33 | 45 | 42 |
| 9.   | FO ŽP ŠPORT Podbrezová      | 30 | 11 | 8  | 11 | 28 | 22 | 41 |
| 10.  | FK Koba Senec               | 30 | 11 | 8  | 11 | 40 | 37 | 41 |
| 11.  | FC Družstevník Báč          | 30 | 11 | 8  | 11 | 38 | 43 | 41 |
| 12.  | FC ViOn Zlaté Moravce       | 30 | 9  | 10 | 11 | 32 | 37 | 37 |
| 13.  | FK Rapid Bratislava         | 30 | 7  | 9  | 14 | 37 | 50 | 30 |
| 14.  | FK Slavoj Trebišov          | 30 | 8  | 5  | 17 | 28 | 50 | 29 |
| 15.  | HFK Prievidza               | 30 | 7  | 8  | 15 | 26 | 57 | 23 |
| 16.  | TJ ŠK Kremnička             | 30 | 5  | 2  | 23 | 25 | 65 | 17 |

Poznámky
- Prievidzi bylo odebráno šest bodů za neodehraný zápas proti Družstevníku Báč.
- Z = Odehrané zápasy; V = Vítězství; R = Remízy; P = Prohry; VG = Vstřelené góly; OG = Obdržené góly; B = Body

|  | postup do Corgoň ligy 2005/06                   |
|  | Klub po sezóně zanikl (přesunutí do Košic)      |
|  | v další sezóně klub vystupoval jako béčko Nitry |
|  | sestup do 3. ligy 2005/06                       |